# L'Absente
Pour les articles homonymes, voir L'Absente (homonymie).
Albums de Yann Tiersen
Le Fabuleux Destin d'Amélie Poulain
(2001) C'était ici
(2002)
L'Absente est le quatrième album de Yann Tiersen. Cet album marque l'arrivée des ondes Martenot et de l'Ensemble orchestral Synaxis dans la musique de Yann Tiersen. 
Il est certifié disque d'or (plus de 100 000 albums vendus en octobre 2002).

## Liste des titres
1. À quai - 4:22
2. La Parade - 3:18 - chanté par Lisa Germano
3. Bagatelle - 4:40 - chanté par Dominique A
4. L'Absente - 3:18
5. Le Jour d'avant - 5:07
6. Les Jours tristes - 3:20 - chanté par Neil Hannon
7. L'Échec - 2:50 - chanté par Natacha Régnier et Yann Tiersen
8. La Lettre d'explication - 2:30
9. Qu'en reste-t-il? - 3:40
10. Le Méridien - 4:16 - chanté par Lisa Germano
11. Le Concert - 2:49 - chanté par Natacha Régnier et Yann Tiersen
12. Le Retour - 5:22

PS : sur le vinyle 33T, il y a un morceau supplémentaire : L'autre lettre, joué avec les Têtes raides.
Paroles et musiques Yann Tiersen sauf : 
- Bagatelle de Dominique A/Yann Tiersen
- Le Jour d'avant et La Lettre d'explication de Têtes raides-Yann Tiersen
- Les Jours tristes de Neil Hannon/Yann Tiersen
- Le Concert de Yann Tiersen/Yann Tiersen- Christian Quermalet - Marc Sens - Anne-Gaëlle Bisquay - Grégoire Simon

## Musiciens
- Christine Ott : Ondes Martenot sur À quai, La Parade, Bagatelle, Les Jours tristes, L'Échec et Le Méridien
- Ensemble Orchestral Synaxis : Orchestre sur À quai, La Parade, Bagatelle et Le Méridien
- Anne-Gaëlle Bisquay : violoncelle sur La Parade, L'Échec et Le Concert
- Bertrand Lambert : alto sur La Parade et L'Échec
- Yann Bisquay : violon sur La Parade et L'Échec
- Sophie Naboulay : violon sur La Parade et L'Échec
- Sacha Toorop : batterie sur Bagatelle et Le Méridien
- Christian Quermalet : Fender Rhodes sur Bagatelle, batterie sur Les Jours tristes et piano sur Le Concert
- Les Têtes raides sur Le Jour d'avant, La Lettre d'explication et L'Autre Lettre
- Dominique A : guitare sur Le Méridien
- Marc Sens : guitare sur Le Concert
- Grégoire Simon : saxophone sur Le Concert
- Yann Tiersen : tous les autres instruments